# Palbociclib
Palbociclib es un medicamento desarrollado por el laboratorio Pfizer indicado en el tratamiento del cáncer de mama avanzado o con metástasis que presente HR positivo y HER2 negativo. Es un inhibidor selectivo de las cinasas dependiente de ciclinas CDK4 y CDK6. Se emplea en combinación con un inhibidor de la aromatasa o con fulvestrant.

## Presentación
Se presenta en cápsulas de 75, 100 y 125 mg.

## Efectos secundarios
Los efectos secundarios más frecuentes son: disminución de leucocitos en sangre (leucopenia), neutropenia, anemia, infecciones, sensación de cansancio, náuseas, diarrea, pérdida de cabello (alopecia), trombocitopenia, estomatitis y elevación de transaminasas.